# Uvaria neoguineensis
Uvaria neoguineensis este o specie de plante angiosperme din genul Uvaria, familia Annonaceae, descrisă de Adolf Engler. Conform Catalogue of Life specia Uvaria neoguineensis nu are subspecii cunoscute.